# Pfarrkirche Hirtenberg

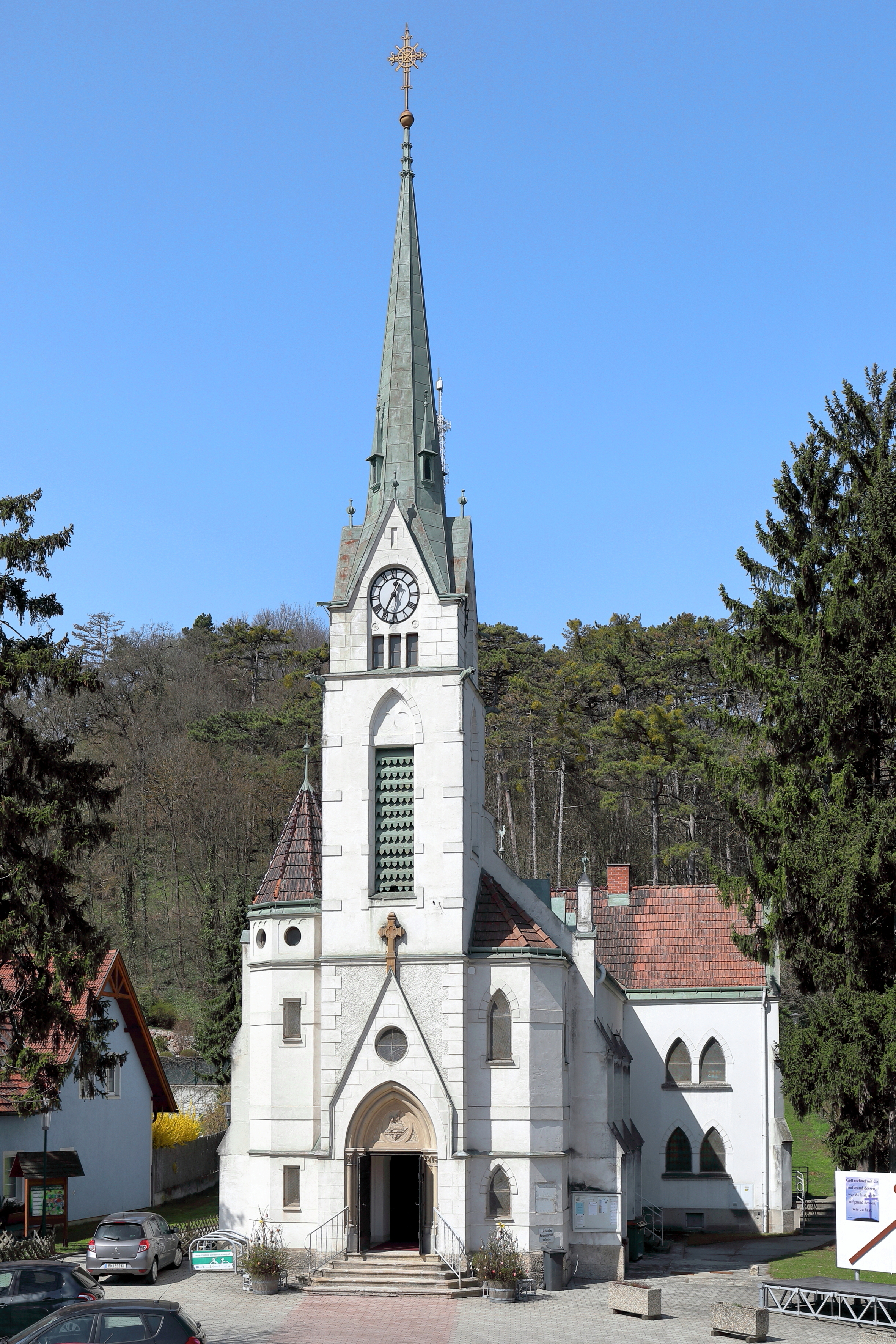
Außenansicht der neugotischen Pfarrkirche

Die römisch-katholische Pfarrkirche Hirtenberg, auch als Kaiser-Jubiläums-Kirche bezeichnet, befindet sich in der niederösterreichischen Gemeinde Hirtenberg. Sie ist der Heiligen Elisabeth geweiht und dem Dekanat Pottenstein unterstellt.

## Beschreibung
Die Kirche wurde vom St. Veiter Baumeister Oscar Fraunlob im neugotischen Stil erbaut und von den Unternehmerfamilien Fridolin und Anton Keller anlässlich des 50-jährigen Regierungsjubiläum Kaisers Franz Josephs 1898 gestiftet. Der hölzerne Hochaltar und die Figuren sind Grödner Schnitzarbeiten. In der linken Nische ist eine Figur des hl. Josef, dem Patron der Arbeit, in der Mittelnische die hl. Elisabeth, Schutzfrau von Hirtenberg und in der rechten Nische der hl. Papst Urban I., Patron der Weinhauer. Das linke Glasfenster zeigt den hl. Antonius von Padua und das rechte die hl. Anna mit der Gottesmutter Maria.
Die Orgel aus 1966 mit elf Registern auf zwei Manualen und Pedal stammt von Johann M. Kauffmann.